# フェリス女学院大学
フェリス女学院大学（フェリスじょがくいんだいがく、英語: Ferris University）は、神奈川県横浜市にある私立大学。学校法人フェリス女学院によって運営されている。

## 概要
1870年（明治3年）、アメリカ改革派教会の宣教師メアリー・キダーが、ヘボン施療所で女子を対象に英語の授業を開始した。これが女子校として最も古い歴史を持つフェリス女学院の発祥とされる（のちに男子部は明治学院となる）。1875年（明治8年）、アメリカ改革派教会外国伝道局総主事であったフェリス父子の支援によって、横浜・山手178番に校舎・寄宿舎が落成、「フェリス・セミナリー」と名づけられ、フェリス女学院中学校・高等学校の基となった。
その後1947年（昭和22年）に（旧制）専門学校を設置し、これを1950年（昭和25年）にフェリス女学院短期大学に改組、1965年（昭和40年）に4年制の女子大学が誕生した。
モットーは、"For Others"。「他者のために」という意味で、新約聖書のフィリピの信徒への手紙中、「Do not merely look out for your own personal interests, but also for the interests of others.」に由来する。

## 沿革
- 1870年（明治3年）- メアリー・キダー、外国人居留地39番のヘボン施療所で授業開始。
- 1875年（明治8年）- 山手178番に校舎落成、フェリス・セミナリー（日本名：フェリス英和女学校）と名付ける。
- 1881年（明治14年）- ユージーン・ブースが2代目校長に就任。
- 1889年（明治22年）- フェリス和英女学校に改称。
- 1902年（明治35年）- 岩佐琢蔵が教頭に就任。
- 1903年（明治36年）- 英語師範科を設置。
- 1941年（昭和16年）- 戦時下、横浜山手女学院に改称。
- 1947年（昭和22年）- 専門学校（旧制：英文科、家政科、音楽科）を設置。
- 1950年（昭和25年）- フェリス女学院に改称、専門学校をフェリス女学院短期大学（英文科、家政科）に改編。
- 1951年（昭和26年）- 音楽科設置。
- 1965年（昭和40年）- 文学部（英文学科、国文学科）を開学し、4年制の大学が誕生する。
- 1988年（昭和63年）- 緑園キャンパス開設（山手・緑園の2キャンパス体制に）、文学部に国際文化学科を設置。
- 1989年（平成元年）- 音楽学部（声楽学科、器楽学科、楽理学科）を設置。
- 1991年（平成3年）- 大学院人文科学研究科修士課程（英文学専攻、日本文学専攻）を設置。
- 1992年（平成4年）- 大学院人文科学研究科修士課程（地域文化専攻）を設置。
- 1993年（平成5年）- 国文学科を日本文学科に名称変更。
- 1995年（平成7年）- 大学院人文科学研究科博士課程（英文学専攻、日本文学専攻）を設置。
- 1997年（平成9年）- 国際交流学部（国際交流学科）を設置。文学部国際文化学科は募集停止となる。
- 1998年（平成10年）- 同志社女子大学と国内交換留学を開始。大学院音楽研究科修士課程（声楽専攻、器楽専攻、創作表現専攻）を設置。
- 2001年（平成13年）- 緑園キャンパス施設拡充。大学院国際交流研究科（博士課程前期・後期）を設置。
- 2003年（平成15年）- 大学基準協会加盟（正会員）。
- 2004年（平成16年）- 文学部にコミュニケーション学科を設置。音楽学部楽理学科を音楽芸術学科に名称変更。
- 2005年（平成17年）- 音楽学部声楽学科・器楽学科を演奏学科に改組。
- 2008年（平成20年）- 人文科学研究科にコミュニケーション学専攻（博士前期課程）を設置。
- 2009年（平成21年）- 大学基準協会の定める大学基準に適合しているとの認定を受ける[2]。
- 2010年（平成22年）- 創立140周年。人文科学研究科にコミュニケーション学専攻（博士後期課程）を開設。
- 2014年（平成26年）- 文学部英文学科を英語英米文学科に、 文学部日本文学科を日本語日本文学科に名称変更。
- 2023年 （令和5年） - 大学院音楽研究科演奏専攻募集停止、音楽芸術専攻に改組統合
- 2025年（令和7年）4月 - 既存3学部を改組し、グローバル教養学部を開設予定[3]

## 所在地
- 緑園キャンパス - 神奈川県横浜市泉区緑園4-5-3（文学部、国際交流学部、音楽学部1・2年次）
  - 相鉄いずみ野線緑園都市駅より徒歩3分
- 山手キャンパス - 神奈川県横浜市中区山手町37（音楽学部3・4年次）
  - みなとみらい線元町・中華街駅、根岸線石川町駅より徒歩10分

## 学部・学科
2025年入学生から
- グローバル教養学部
  - 国際社会学科
    - 国際関係専攻
    - 地球社会・環境専攻
    - 国際ビジネス・観光専攻

  - 心理コミュニケーション学科
    - 心理専攻
    - メディア専攻
    - 共生コミュニケーター専攻

  - 文化表現学科
    - ヨーロッパ・アメリカ専攻
    - 日本・アジア専攻
    - 音楽・身体表現専攻

2024年入学生まで
- 文学部
  - 日本語日本文学科
  - 英語英米文学科
  - コミュニケーション学科
- 国際交流学部
  - 国際交流学科
- 音楽学部
  - 音楽芸術学科

## 大学院
- 人文科学研究科（博士前期課程・後期課程）
  - 日本語日本文学専攻
  - 英語英米文学専攻
  - コミュニケーション学専攻
- 国際交流研究科（博士前期課程・後期課程）
  - 国際交流専攻
- 音楽研究科（修士課程）
  - 音楽芸術専攻
  - 演奏専攻

## 文部科学省GP
- 特色ある大学教育支援プログラム
  - 読書運動プロジェクト「フェリスの一冊の本」-読書の種を蒔く-（2005年度採択）
- 現代的教育ニーズ取組支援プログラム
  - 地球温暖化抑制に向けた環境教育拠点の形成-エコキャンパスと地域との連携-（2005年度採択）
  - 若い女性の視点からの音楽コンテンツ創造（2005年度採択）

## 校風・その他
- ミッション系大学であり、キリスト教の授業は全学生必修である。また、昼休みには学園のチャペル（礼拝堂）において礼拝が行われている。
- 少人数制でアットホームな雰囲気であり、学生一人一人に“アカデミック・アドバイザー”と呼ばれる担当教員が存在する。

### 学内奨学金
給付型
- フェリス女学院大学奨学会奨学金
  - 学業成績優秀者給付奨学金
  - 自己研鑽給付奨学金
- フェリス女学院大学奨学金
  - 経済支援給付奨学金
- 音楽学部・大学院音楽研究科 対象奨学金
  - 三宅奨学金
  - 器楽部門奨学金
  - 音楽芸術部門奨学金
  - 江口海外奨学金

貸与型
- フェリス女学院大学奨学金・フェリス女学院大学大学院奨学金
  - 第1種
  - 第2種
  - 第3種

## 大学関係者と組織

### 大学関係者一覧
- フェリス女学院大学の人物一覧

## 対外関係

### 国内・学術交流等協定校
- 放送大学[4]

### 国際・学術交流等協定校
- ホープ・カレッジ（アメリカ合衆国）
- ローズモント・カレッジ（アメリカ合衆国）
- ワシントン・カレッジ（英語版）（アメリカ合衆国）
- 清華大学（中華人民共和国）
- 華東師範大学（中華人民共和国）
- 輔仁大学（台湾）
- 梨花女子大学校（大韓民国）
- 新羅大学校（大韓民国）
- シリマン大学（フィリピン）
- ガジャ・マダ大学（インドネシア）
- ブレーメン芸術大学（ドイツ）
- デュッセルドルフ大学（ドイツ）
- サラマンカ大学（スペイン）
- 西部カトリック大学（フランス）
- コメンスキー大学（スロバキア）